# Søren Lerby
Søren Lerby (Koppenhága, 1958. február 1. –) dán labdarúgó-középpályás és edző.